# Tòa án Tối cao Vương quốc Anh
Tòa án Tối cao Vương quốc Anh (Supreme Court of the United Kingdom, viết tắt là UKSC) là cơ quan xét xử cao nhất tại Vương quốc Liên hiệp Anh và Bắc Ireland, có thẩm quyền xét xử vụ án hình sự, dân sự từ Anh, Wales và Bắc Ireland. Là tòa án chung thẩm của Vương quốc Anh, Tòa án Tối cao xét xử những vụ việc quan trọng của cả nước.
Tòa án Tối cao thông thường làm việc tại Tòa thị chính Middlesex tại Westminster, ngoài ra cũng từng làm việc tại Tòa thị chính Edinburgh tại Edinburgh, trụ sở các tòa án Bắc Ireland tại Belfast, trụ sở Nghị viện Wales tại Cardiff và Trung tâm tư pháp dân sự tại Manchester.
Hệ thống chính trị Anh theo chủ quyền nghị viện và có hiến pháp bất thành văn, cho nên Tòa án Tối cao bị giới hạn quyền giám sát hiến pháp so với tòa án tối cao, tòa án hiến pháp của những nước khác như Hoa Kỳ, Canada và Úc. Tòa án Tối cao không thể hủy bỏ luật của Quốc hội nhưng có quyền hủy bỏ văn bản của chính phủ như bất kỳ tòa án nào tại Anh.
Theo Luật Nhân quyền 1998, Tòa án Tối cao và một vài tòa án khác có quyền tuyên bố luật của Quốc hội, văn bản của chính phủ là không phù hợp với Công ước châu Âu về Nhân quyền. Tuy nhiên, Quốc hội và chính phủ không phải chấp nhận tuyên bố của Tòa án Tối cao và văn bản tiếp tục có hiệu lực. Trường hợp chấp nhận tuyên bố của Tòa án Tối cao thì chính phủ có quyền sửa đổi, bổ sung văn bản hoặc yêu cầu Quốc hội sửa đổi, bổ sung văn bản cho phù hợp với Công ước châu Âu về Nhân quyền.
Tòa án Tối cao được thành lập vào ngày 1 tháng 10 năm 2009 theo Luật Cải cách hiến pháp 2005 và là một cơ quan ngoài nội các thuộc Chính phủ Anh. Tòa án Tối cao gồm tối đa 12 thẩm phán nhưng Quốc hội có quyền tăng số lượng thẩm phán.
Tòa án Tối cao tiếp quản những nhiệm vụ, quyền hạn tư pháp của Ủy ban Phúc thẩm Thượng viện và thẩm quyền giải quyết những vấn đề về phân quyền của Ủy ban Tư pháp Cơ mật viện.

## Lịch sử

### Thành lập
Tháng 7 năm 2003, Cục Hiến pháp có văn bản tư vấn đề nghị thành lập một Tòa án Tối cao của cả nước. Cục Hiến pháp lập luận rằng tuy thể chế thẩm phán Thượng viện không bị dư luận chỉ trích và không có dấu hiệu thiên lệch trong xét xử nhưng những chức năng tư pháp của Ủy ban Phúc thẩm Thượng viện nên được tách biệt rõ ràng với những chức năng lập pháp của Thượng viện. Văn bản tư vấn đưa ra bốn điểm:
1. Liệu sự độc lập với chính phủ và Quốc hội có đủ rõ ràng hay không để đảm bảo độc lập tư pháp.
2. Các thẩm phán Thượng viện phải khách quan và độc lập cho nên bị hạn chế trong công tác tại Thượng viện, làm giảm giá trị của chức vụ thẩm phán Thượng viện đối với các thẩm phán và Thượng viện.
3. Công chúng đôi khi không hiểu rằng những quyết định tư pháp của "Thượng viện" thật ra là của Ủy ban Phúc thẩm và những thượng nghị sĩ không phải là thẩm phán không hề tham gia xét xử. Công chúng đôi khi không thấy rõ rằng các thẩm phán Thượng viện không tham gia những vấn đề chính trị về những đạo luật mà các thẩm phán có thể phải xem xét. Nguyên Chủ tịch Tòa án Tối cao Nick Phillips nói rằng việc thành lập Tòa án Tối cao sẽ xác định sự tam quyền phân lập giữa tòa án, Quốc hội và chính phủ.[13]
4. Thượng viện bị giới hạn về không gian cho nên một tòa án tối cao riêng biệt sẽ làm đỡ chật Cung điện Westminster.

Lập luận chính của phe phản đối thành lập Tòa án Tối cao là thể chế thẩm phán Thượng viện có hiệu quả cao mà chi phí thấp. Phe cải cách phản bác rằng việc pha trộn quyền tư pháp, lập pháp và hành pháp có thể trái với Tuyên ngôn Quốc tế Nhân quyền, cụ thể là vi phạm quyền được xét xử công bằng, bởi vì những thẩm phán Thượng viện có quan hệ với Thượng viện và Đại Chưởng ấn, nguyên là chủ tịch Thượng viện.
David Neuberger, về sau là chủ tịch Tòa án Tối cao, bày tỏ lo ngại rằng Tòa án Tối cao sẽ tập quyền nhiều hơn cả Ủy ban Phúc thẩm Thượng viện, nói rằng có nguy cơ "thẩm phán Tòa án Tối cao sẽ tự cho mình nhiều quyền lực hơn hiện tại" nhưng khả năng việc này xảy ra là thấp.
Cải cách thành lập Tòa án Tối cao gây tranh cãi trong dư luận và được thảo luận, tranh luận rộng rãi tại Quốc hội. Năm 2004, Thượng viện thành lập một ủy ban đặc biệt để thẩm tra những lập luận ủng hộ, phản đối thành lập Tòa án Tối cao. Chính phủ Anh ước tính chi phí thành lập Tòa án Tối cao là 56,9 triệu bảng Anh.

### Những quyết định quan trọng
Vụ việc đầu tiên được Tòa án Tối cao xét xử là HM Treasury v Ahmed, liên quan đến "tam quyền phân lập", cụ thể là phạm vi mà Quốc hội ủy quyền cho chính phủ ban hành lệnh hạn chế quyền cơ bản theo Luật Liên Hợp Quốc 1946.
Một trong những vụ việc quan trọng nhất được đưa ra Tòa án Tối cao là việc Thủ tướng Anh Boris Johnson đình chỉ Quốc hội vào năm 2019 nhằm ngăn chặn thảo luận, tranh luận về việc Anh rời khỏi Liên minh châu Âu. Tòa án Tối cao phán quyết rằng đề nghị của Johnson là bất hợp pháp nhằm "chống lại hoặc ngăn chặn vai trò hiến định của Quốc hội là giám sát Chính phủ" và hủy bỏ lệnh đình chỉ Quốc hội. Vụ việc là một trong hai vụ việc duy nhất được 11 thẩm phán xét xử (số lượng thẩm phán cao nhất được phép tham gia hội đồng xét xử).
Năm 2022, Tòa án Tối cao nhất trí phán quyết rằng Nghị viện Scotland không có quyền tổ chức một cuộc trưng cầu ý dân thứ hai về độc lập vì vấn đề độc lập thuộc thẩm quyền của chính phủ trung ương theo Luật Scotland 1998. Lãnh đạo Đảng Dân tộc Scotland Nicola Sturgeon nói rằng quyết định là "một điều khó có thể chấp nhận được đối với bất kỳ ai ủng hộ độc lập" nhưng nhắc lại rằng đảng của bà sẽ nỗ lực "tìm một con đường dân chủ, hợp pháp khác để nhân dân Scotland bày tỏ nguyện vọng của mình".

## Hội đồng xét xử và phiên họp
Một hội đồng xét xử của Tòa án Tối cao thông thường gồm năm thẩm phán. Đối với những vụ việc "có tầm quan trọng cao về hiến pháp" hoặc "được dư luận đặc biệt quan tâm"; những vụ việc liên quan đến Công ước châu Âu về Nhân quyền; những vụ việc liên quan đến xung đột giữa Thượng viện, Ủy ban Tư pháp Cơ mật viện hoặc Tòa án Tối cao; và những vụ việc mà Tòa án Tối cao "phải hoặc có thể quyết định" phá tiền lệ thì hơn năm thẩm phán có thể tham gia xét xử. Chủ tịch Tòa án Tối cao quyết định thành phần hội đồng xét xử.
Nhằm tránh trường hợp biểu quyết hòa, hội đồng xét xử bao gồm một số lượng thẩm phán lẻ, cho nên số lượng thẩm phán cao nhất trong một hội đồng xét xử bất kỳ là 11 thẩm phán. Cho đến nay, chỉ có hai vụ việc được đưa ra 11 thẩm phán xét xử: R (Miller) v Secretary of State for Exiting the European Union và R (Miller) v The Prime Minister and Cherry v Advocate General for Scotland.
Thẩm phán Tòa án Tối cao không mặc trang phục xét xử tại phiên họp. Từ tháng 11 năm 2011, chủ tịch Tòa án Tối cao Nick Phillips cho phép luật sư không phải mặc trang phục, lễ phục tại phiên họp.

## Bộ máy giúp việc
Tòa án Tối cao có một bộ máy giúp việc riêng biệt với những tòa án khác của Anh, giám đốc bộ máy giúp việc do chủ tịch Tòa án Tối cao bổ nhiệm.

## Những "tòa án tối cao" khác tại Anh
Scotland có tòa án hình sự tối cao, tòa án dân sự tối cao riêng biệt và một cơ quan chuyên trách về trẻ em, quỹ ủy thác, quỹ tín gửi, ba cơ quan này cấu thành Viện Tư pháp Scotland.
Trước ngày 1 tháng 10 năm 2009, có hai tòa án khác được gọi là "tòa án tối cao", là Tòa án Tối cao Anh và Wales và Tòa án Tối cao Bắc Ireland. Cả hai tòa án đều gồm một tòa phúc thẩm, một tòa cấp cao và một tòa hoàng thất. Sau khi Luật Cải cách hiến pháp 2005 có hiệu lực, Tòa án Tối cao Anh và Wales được đổi tên thành Tòa án cấp cao Anh và Wales, Tòa án Tối cao Bắc Ireland được đổi tên thành Tòa án cấp cao Bắc Ireland.
Ủy ban Tư pháp Cơ mật viện có thẩm quyền đối với một vài vấn đề. Quốc vương có quyền yêu cầu Ủy ban Tư pháp Cơ mật viện tư vấn về một vấn đề bất kỳ nhưng quyền hạn này không phải là quyền tư pháp.
Những nhiệm vụ, quyền hạn tư pháp của Thượng viện Anh đều đã bị bãi bỏ, ngoại trừ quyền đàn hặc, luận tội nhưng thủ tục này chưa được tiến hành trong 200 năm.

## Thẩm phán
Tòa án Tối cao gồm một chủ tịch, một phó chủ tịch và mười thẩm phán khác. Chủ tịch và phó chủ tịch Tòa án Tối cao được bổ nhiệm riêng biệt.
Mười thẩm phán phúc thẩm thường nhiệm (thẩm phán Thượng viện) giữ chức vào ngày 1 tháng 10 năm 2009 trở thành mười thẩm phán đầu tiên của Tòa án Tối cao. Tony Clarke là người đầu tiên được bổ nhiệm làm thẩm phán Tòa án Tối cao. John Dyson được bổ nhiệm làm thẩm phán thứ mười hai vào ngày 13 tháng 4 năm 2010. Năm 2010, Nữ vương Elizabeth II cho phép những thẩm phán Tòa án Tối cao không thuộc hàng quý tộc được dùng danh hiệu quý tộc.
Nguyên Thẩm phán Thượng viện cấp cao Nicholas Addison Phillips là chủ tịch đầu tiên của Tòa án Tối cao, nguyên Thẩm phán Thượng viện cấp cao James Arthur David Hope là phó chủ tịch đầu tiên.
Ngày 30 tháng 9 năm 2010, Mark Oliver Saville trở thành thẩm phán đầu tiên nghỉ hưu, sau đó là Lawrence Antony Collins vào ngày 7 tháng 5 năm 2011. Collins tiếp tục làm thẩm phán dự khuyết cho đến tháng 7 năm 2011.
Tháng 6 năm 2011, Alan Ferguson Rodger trở thành thẩm phán đầu tiên qua đời trong khi giữ chức vụ.

### Thẩm phán dự khuyết
Ngoài 12 thẩm phán chính thức, chủ tịch Tòa án Tối cao có thể yêu cầu những thẩm phán cấp cao khác thuộc hai nhóm làm "thẩm phán dự khuyết" của Tòa án tối cao.
- Nhóm thứ nhất gồm những thẩm phán là "thẩm phán cấp cao trong nước": thẩm phán Tòa án phúc thẩm Anh và Wales, thẩm phán Tòa án phúc thẩm Bắc Ireland và thẩm phán Tòa án dân sự tối cao Scotland,[43] bao gồm chủ tịch Tòa án dân sự tối cao Colin Sutherland.[44]
- Nhóm thứ hai gồm những thẩm phán nghỉ hưu là nguyên thẩm phán Tòa án tối cao hoặc nguyên thẩm phán cấp cao trong nước,[45] được gọi là "ban bổ khuyết". Chủ tịch Tòa án Tối cao quyết định bổ nhiệm thẩm phán nghỉ hưu vào ban bổ khuyết. Trang web của Tòa án Tối cao liệt kê danh sách thành viên ban bổ khuyết.[46]

### Điều kiện bổ nhiệm
Luật Cải cách hiến pháp 2005 quy định về điều kiện để được bổ nhiệm thẩm phán Tòa án Tối cao:
- Đã làm thẩm phán cấp cao từ hai năm trở lên, hoặc;
- Có thời gian hành nghề luật sư từ 15 năm trở lên.

Thẩm phán cấp cao là thẩm phán Tòa án cấp cao Anh và Wales, thẩm phán Tòa án cấp cao Bắc Ireland, thẩm phán Tòa án phúc thẩm Anh và Wales, thẩm phán Tòa án phúc thẩm Bắc Ireland hoặc thẩm phán Tòa án tối cao Scotland. Luật sư đủ điều kiện gồm luật sư tại Scotland, luật sư sơ cấp tại Tòa án tối cao và Tòa án tư pháp cấp cao Scotland, thành viên Đoàn luật sư Bắc Ireland và luật sư sơ cấp tại Khối tòa án cấp cao Bắc Ireland.

### Quy trình bổ nhiệm
Luật Cải cách hiến pháp 2005 quy định quy trình bổ nhiệm thẩm phán Tòa án Tối cao. Một ủy ban tuyển chọn được thành lập, gồm chủ tịch Tòa án Tối cao (chủ nhiệm ủy ban), một thẩm phán cấp cao khác (không phải là thẩm phán Tòa án Tối cao), một thành viên Ủy ban bổ nhiệm tư pháp Anh và Wales, một thành viên Ủy ban bổ nhiệm tư pháp Scotland và một thành viên Ủy ban bổ nhiệm tư pháp Bắc Ireland. Ít nhất một thành viên ủy ban tuyển chọn không phải là luật sư. Trường hợp bổ nhiệm chủ tịch Tòa án Tối cao thì chủ nhiệm ủy ban là một người không phải là luật sư, thành viên thẩm phán cấp cao là thẩm phán Tòa án Tối cao. Đại Chưởng ấn triệu tập ủy ban tuyển chọn khi khuyết thẩm phán Tòa án Tối cao.
Ủy ban tuyển chọn đề cử một người lên Đại Chưởng ấn quyết định. Đại Chưởng ấn có thể:
- chấp nhận đề cử của ủy ban
- bác bỏ đề cử của ủy ban, hoặc
- yêu cầu ủy ban xem xét lại đề cử.

Trường hợp Đại Chưởng ấn chấp nhận đề cử của ủy ban tuyển chọn thì Thủ tướng có thể đề nghị Quốc vương bổ nhiệm người đề cử.
Thẩm phán Tòa án Tối cao mà được bổ nhiệm sau khi tòa án được thành lập thì không được phong tước. Từ ngày 10 tháng 12 năm 2010, tất cả các thẩm phán Tòa án Tối cao không giữ tước sẽ được phong danh hiệu tư pháp trọn đời.
Chủ tịch và phó chủ tịch Tòa án Tối cao không phải là thẩm phán lâu năm nhất mà được bổ nhiệm.

### Danh sách thẩm phán đương nhiệm
| Hình | Tên                                   | Ngày sinh                      | Alma mater                                                      | Bổ nhiệm            | Nghỉ hưu bắt buộc    | Chức vụ tư pháp cấp cao trước                                                                                                |
| ---- | ------------------------------------- | ------------------------------ | --------------------------------------------------------------- | ------------------- | -------------------- | --- |
|      | The Lord Reed of Allermuir (Chủ tịch) | 7 tháng 9 năm 1956 (67 tuổi)   | Trường Luật Đại học Edinburgh Balliol College, Oxford           | 6 tháng 2 năm 2012  | 7 tháng 9 năm 2031   | Thẩm phán Viện Tư pháp Scotland: - Nội viện Tòa án dân sự tối cao (2008–2012) - Ngoại viện Tòa án dân sự tối cao (1998–2008) |
|      | Lord Hodge (Phó Chủ tịch)             | 19 tháng 5 năm 1953 (71 tuổi)  | Corpus Christi College, Cambridge Trường Luật Đại học Edinburgh | 1 tháng 10 năm 2013 | 19 tháng 5 năm 2028  | Thẩm phán Viện Tư pháp Scotland: - Ngoại viện Tòa án dân sự tối cao (2005–2013)                                              |
|      | Lord Lloyd-Jones                      | 13 tháng 1 năm 1952 (72 tuổi)  | Downing College, Cambridge                                      | 2 tháng 10 năm 2017 | 13 tháng 1 năm 2027  | Thẩm phán Tòa án phúc thẩm tại Anh (2012–2017) Thẩm phán Tòa án cấp cao Anh và Wales, QBD (2005–2012)                        |
|      | Lord Briggs of Westbourne             | 23 tháng 12 năm 1954 (69 tuổi) | Magdalen College, Oxford                                        | 2 tháng 10 năm 2017 | 23 tháng 12 năm 2029 | Thẩm phán Tòa án phúc thẩm tại Anh (2013–2017) Thẩm phán Tòa án cấp cao Anh và Wales, CD (2006–2013)                         |
|      | Lord Sales                            | 11 tháng 2 năm 1962 (62 tuổi)  | Churchill College, Cambridge Worcester College, Oxford          | 11 tháng 1 năm 2019 | 11 tháng 2 năm 2037  | Thẩm phán Tòa án phúc thẩm tại Anh (2014–2018) Thẩm phán Tòa án cấp cao Anh và Wales, CD (2008–2014)                         |
|      | Lord Hamblen of Kersey                | 23 tháng 9 năm 1957 (66 tuổi)  | St John's College, Oxford Trường Luật Harvard                   | 13 tháng 1 năm 2020 | 23 tháng 9 năm 2032  | Thẩm phán Tòa án phúc thẩm tại Anh (2016–2020) Thẩm phán Tòa án cấp cao Anh và Wales, QBD (2008–2016)                        |
|      | Lord Leggatt                          | 12 tháng 11 năm 1957 (66 tuổi) | King's College, Cambridge Đại học Harvard City Law School       | 21 tháng 4 năm 2020 | 12 tháng 11 năm 2032 | Thẩm phán Tòa án phúc thẩm tại Anh (2018–2020) Thẩm phán Tòa án cấp cao Anh và Wales, QBD (2012–2018)                        |
|      | Lord Burrows                          | 17 tháng 4 năm 1957 (67 tuổi)  | Brasenose College, Oxford Trường Luật Harvard                   | 2 tháng 6 năm 2020  | 17 tháng 4 năm 2032  | Không có: thẩm phán đầu tiên được bổ nhiệm trực tiếp từ giới học thuật                                                       |
|      | Lord Stephens of Creevyloughgare      | 28 tháng 12 năm 1954 (69 tuổi) | Đại học Manchester                                              | 1 tháng 10 năm 2020 | 28 tháng 12 năm 2029 | Thẩm phán Tòa án phúc thẩm Bắc Ireland (2017–2020) Thẩm phán Tòa án cấp cao Bắc Ireland (2007–2017)                          |
|      | Lady Rose of Colmworth                | 13 tháng 4 năm 1960 (64 tuổi)  | Newnham College, Cambridge Brasenose College, Oxford            | 13 tháng 4 năm 2021 | 13 tháng 4 năm 2035  | Thẩm phán Tòa án phúc thẩm tại Anh (2019–2021) Thẩm phán Tòa án cấp cao Anh và Wales, CD (2013–2019)                         |
|      | Lord Richards of Camberwell           | 9 tháng 6 năm 1951 (72 tuổi)   | Đại học Trinity, Cambridge                                      | 3 tháng 10 năm 2022 | 9 tháng 6 năm 2026   | Thẩm phán Tòa án phúc thẩm tại Anh (2015–2021) Thẩm phán Tòa án cấp cao Anh và Wales, CD (2003–2015)                         |
|      | Lady Simler                           | 17 tháng 9 năm 1963 (60 tuổi)  | Sidney Sussex College, Cambridge Đại học Amsterdam              | 14 tháng 9 năm 2023 | 17 tháng 9 năm 2038  | Thẩm phán Tòa án phúc thẩm tại Anh (2019–2023) Thẩm phán Tòa án cấp cao Anh và Wales, QBD (2013–2019)                        |

## Công tác nước ngoài

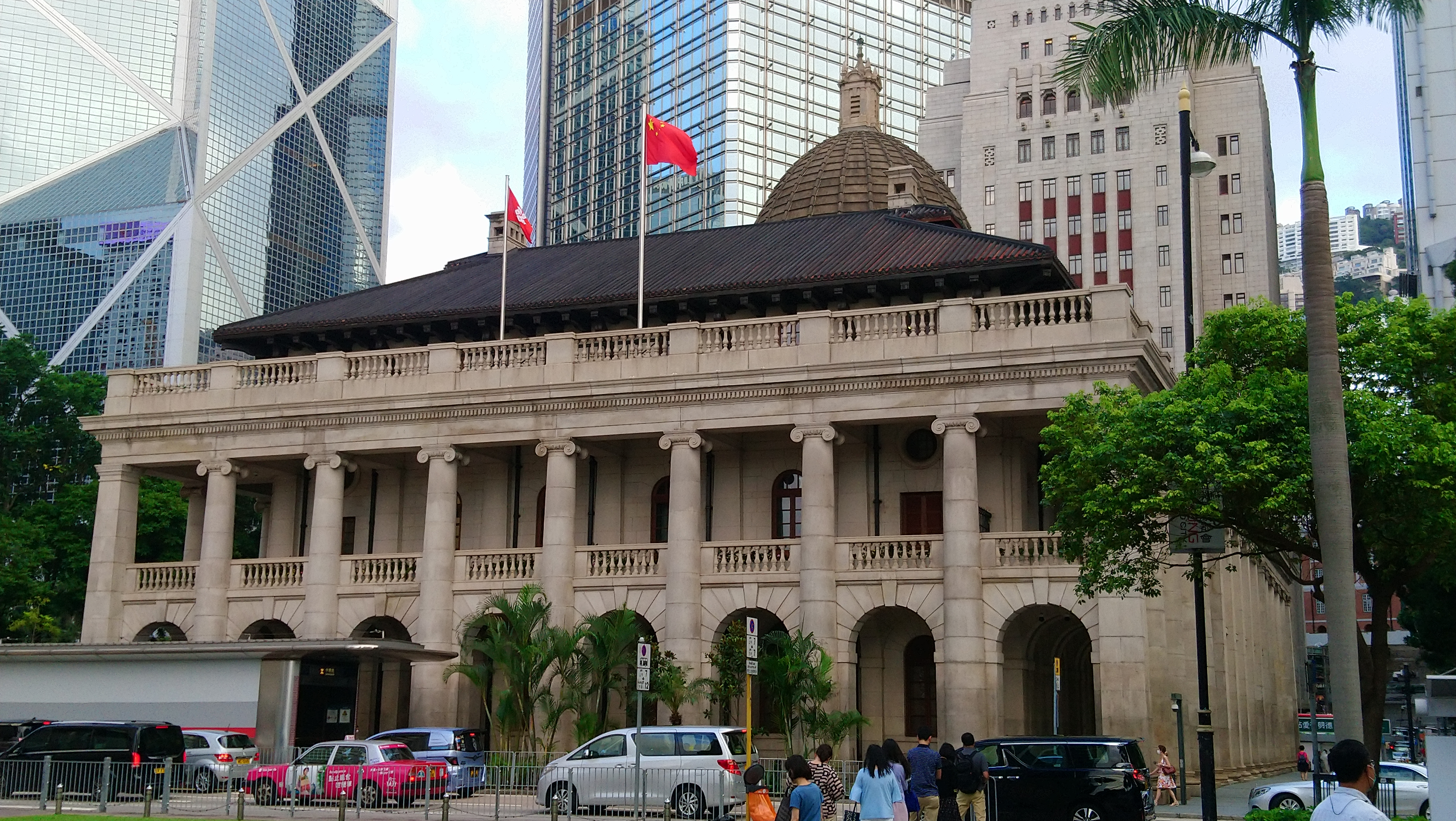
Tòa án chung thẩm Hồng Kông

Từ khi được thành lập, Tòa án Tối cao Anh đã cử một vài thẩm phán công tác tại Tòa án chung thẩm của Hồng Kông. Hoạt động này đã diễn ra từ khi Ủy ban Phúc thẩm Thượng viện còn là cơ quan xét xử cao nhất của Anh, từ khi Tòa án chung thẩm Hồng Kông được thành lập vào năm 1997. Thẩm phán Anh công tác tại Tòa án chung thẩm phải tuyên thệ trung thành với chính phủ Hồng Kông thuộc Trung Quốc, trở thành thẩm phán địa phương của Hồng Kông.
Chính phủ Hồng Kông ủng hộ thẩm phán Tòa án Tối cao Anh công tác trong hệ thống tư pháp vì điều này nâng cao danh tiếng, uy tín quốc tế của tòa án Hồng Kông. Tuy nhiên, sau khi Luật an ninh quốc gia Hồng Kông được thông qua vào tháng 7 năm 2020, đã có kêu gọi ngừng việc trao đổi tư pháp giữa Anh và Hồng Kông, cụ thể là những nghị sĩ Quốc hội thuộc các đảng đã yêu cầu chấm dứt việc này hoặc chất vấn về sự phù hợp của nó.
Tháng 6 năm 2021, nguyên chủ tịch Tòa án Tối cao Brenda Hale tuyên bố sẽ không xin tái bổ nhiệm vào Tòa án chung thẩm Hồng Kông sau khi hết nhiệm kỳ vào tháng 7 do tác động của Luật an ninh quốc gia Hồng Kông, là thẩm phán Anh đầu tiên rời khỏi Tòa án chung thẩm sau khi Luật an ninh quốc gia được thông qua. Tháng 8 năm 2021, chủ tịch Tòa án Tối cao Robert Reed ra tuyên bố cơ quan tư pháp của Hồng Kông "phần lớn độc lập với chính phủ" nhưng chỉ ba tháng sau, Ủy ban Mỹ - Trung báo cáo Quốc hội Hoa Kỳ rằng cơ quan tư pháp của Hồng Kông chỉ độc lập "trên danh nghĩa" và đặt vấn đề liệu những thẩm phán người nước ngoài công tác tại Tòa án chung thẩm Hồng Kông có thể bảo vệ nền pháp quyền tại Hồng Kông hay không.
Ngày 30 tháng 3 năm 2022, bộ trưởng Bộ Ngoại giao Anh tuyên bố chính phủ Anh không ủng hộ thẩm phán Anh đương nhiệm công tác tại Tòa án chung thẩm Hồng Kông vì điều này "sẽ có khả năng hợp pháp hóa sự đàn áp". Trong cùng ngày, chủ tịch và phó chủ tịch Tòa án Tối cao nộp đơn xin từ chức thẩm phán Tòa án chung thẩm Hồng Kông. Vào thời điểm đó, sáu thẩm phán Anh nghỉ hưu đang công tác tại Tòa án chung thẩm Hồng Kông.

## Trụ sở

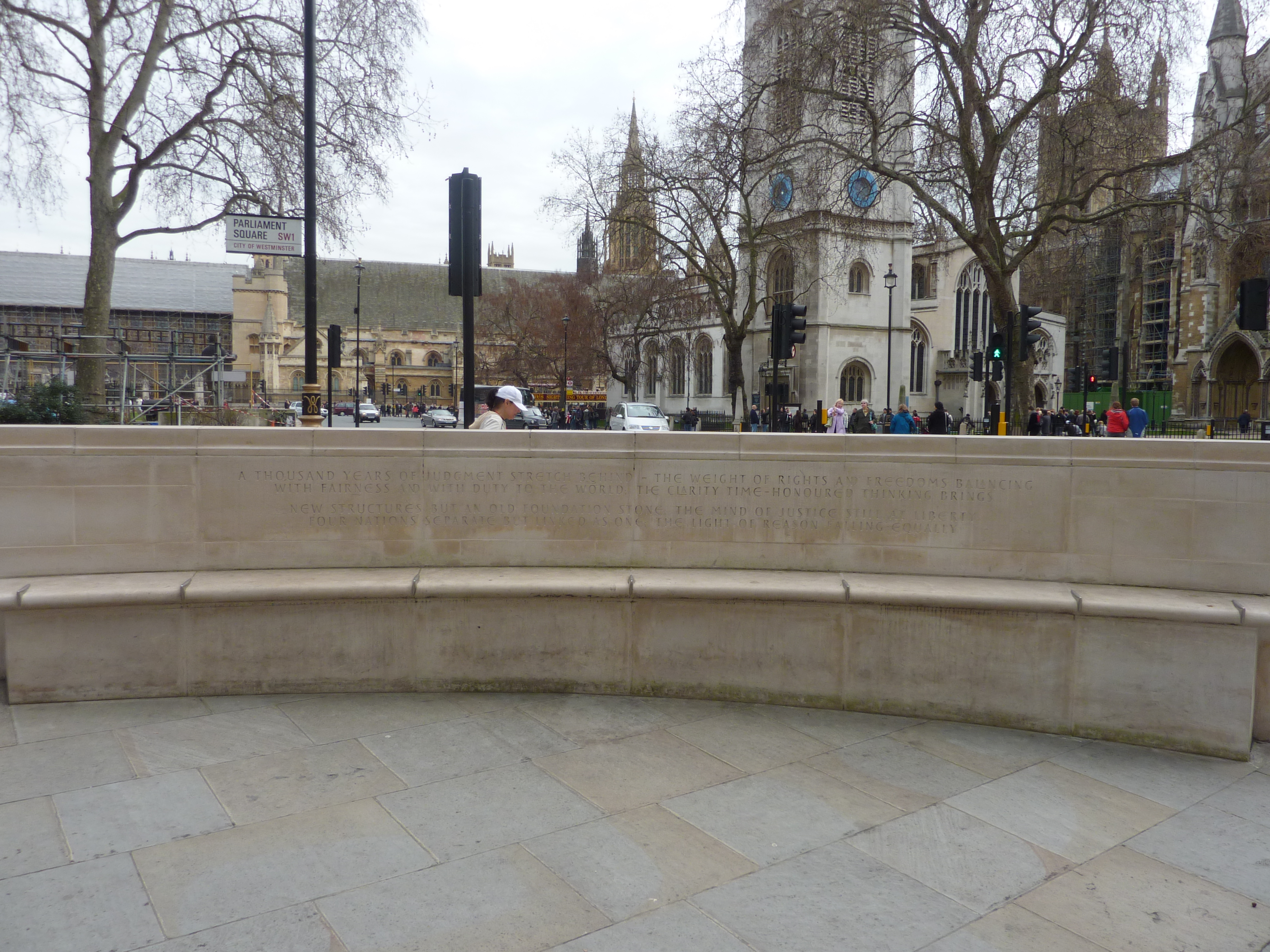
Băng ghế bên ngoài Tòa án Tối cao với dòng chữ "Lines for the Supreme Court", Andrew Motion thiết kế

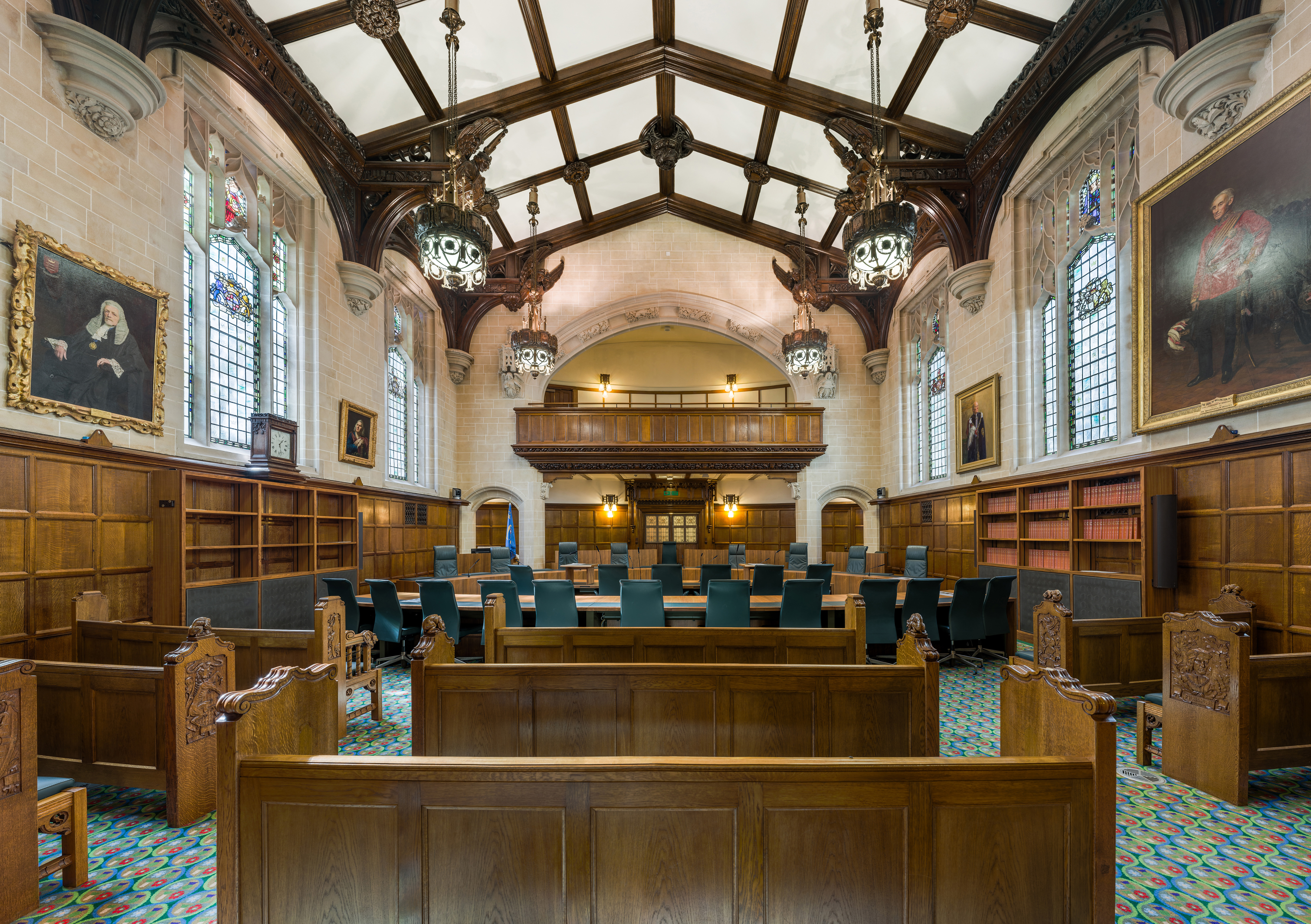
Phòng xử án 1 trong trụ sở Tòa án Tối cao

Trụ sở Tòa án Tối cao là Tòa thị chính Middlesex tại Thành phố Westminster. Ủy ban Tư pháp Cơ mật viện cũng đặt trụ sở tại đó.
Luật Cải cách hiến pháp 2005 quy định chính phủ tìm, cải tạo một tòa nhà thích hợp để cho các thẩm phán Thượng viện chuyển vào sau khi dời ra khỏi Cung điện Westminster.
Sau một khoảng thời gian khảo sát dài, chính phủ Anh quyết định chọn Tòa thị chính Middlesex tại Quảng trường Quốc hội, Westminster làm trụ sở mới của Tòa án Tối cao. Feilden + Mawson với sự ủng hộ của Foster & Partners được chọn làm kiến trúc sư và Kier Group được chọn làm nhà thầu chính.

## Biểu trưng

Biểu trưng Tòa án Tối cao với bốn bông quốc hoa cách điệu

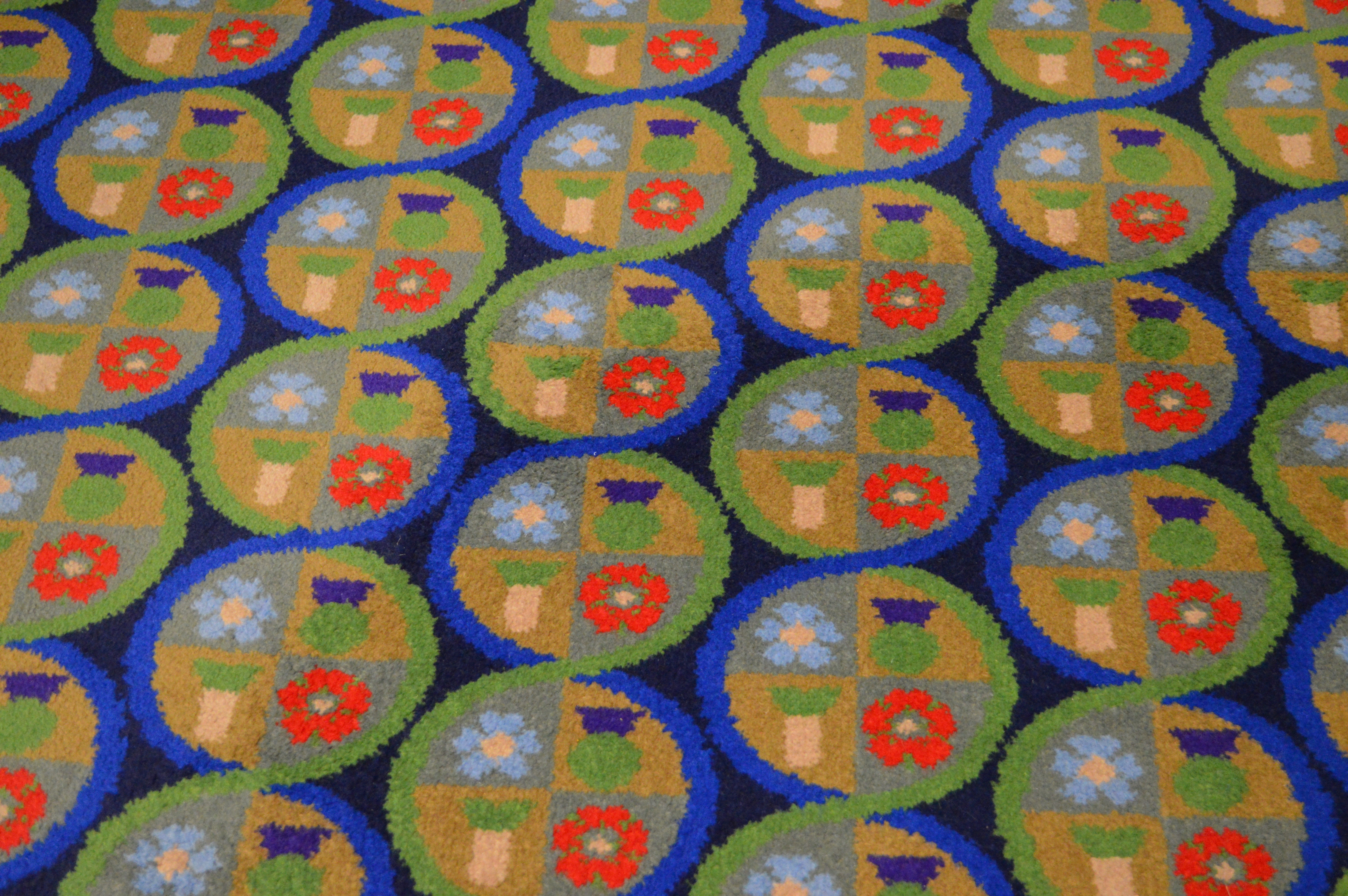
Biểu trưng Tòa án Tối cao trên thảm trong trụ sở

Biểu trưng của Tòa án Tối cao được Viện Huy hiệu cấp vào tháng 10 năm 2008. Biểu trưng gồm chữ cái Hy Lạp omega (tượng trưng cho sự chung quyết), biểu tượng Thiên Bình (tượng trưng cho cán cân công lý) và bốn bông quốc hoa của Anh: hoa hồng Tudor (tượng trưng cho Anh), lá tỏi tây (tượng trưng cho Wales), hoa lanh (tượng trưng cho Bắc Ireland) và kế (tượng trưng cho Scotland).
Tòa án Tối cao sử dụng hai phiên bản của biểu trưng. Một phiên bản gồm dòng chữ "Tòa án Tối cao" và chữ cái omega màu đen với một vương miện đơn giản hóa (màu đen) và bốn bông quốc hoa lớn cách điệu. Phiên bản này được sử dụng trên trang web của Tòa án Tối cao và những biểu mẫu được sử dụng tại tòa. Một biến thể của phiên bản này bỏ vương miện và được sử dụng trong khắp trụ sở.
Một phiên bản khác gồm bốn bông quốc hoa trừu tượng, được sử dụng trên thảm tại Tòa thị chính Middlesex, do họa sĩ Peter Blake thiết kế, là tác giả của bìa album Sgt. Pepper's Lonely Hearts Club Band của The Beatles.